# 泛亚加亚足球俱乐部
泛亚加亚竞技联盟是希腊帕特雷的一个竞技运动俱乐部，成立于1891年。在2013年/14年的赛季里它在希臘足球甲級聯賽比赛。在其主席宣布该俱乐部将离开所有职业联赛前它是希腊最有成就的足球队之一。它两次进入希臘足球盃半决赛（1979年和1997年），十次进入四分之一决赛。它是除雅典和塞萨洛尼基外第一个参加歐洲足球協會聯盟赛的希腊俱乐部（1973/74年赛季）。
泛亚加亚竞技联盟本来是多项目体育俱乐部泛亚加亚足球俱乐部的足球队。1979年它成为职业球队和独立。从1899年他们第一次正式比赛以来把不同的球场作为自己的主球场。

## 历史
1891年泛亚加亚体育俱乐部成立，1894年其原成员在帕特雷建立了一个与其竞争的体育俱乐部。1923年这两个俱乐部同意合并。
1899年一名英国人创办了该体育俱乐部的足球分部，同年该俱乐部的足球队与一支英国水手组成的足球队进行了第一次友好比赛（并以4比2获胜）。在此后几年里球队的成员由俱乐部其它部门的运动员、帕特雷的英国社群成员和意大利移民组成。
1970年代初和中期泛亚加亚足球俱乐部达到了其顶峰。它参加1974年歐洲足球協會聯盟赛，淘汰了奥地利的格拉茨AK足球俱樂部，最后败给荷兰特温特足球俱乐部。

## 球场

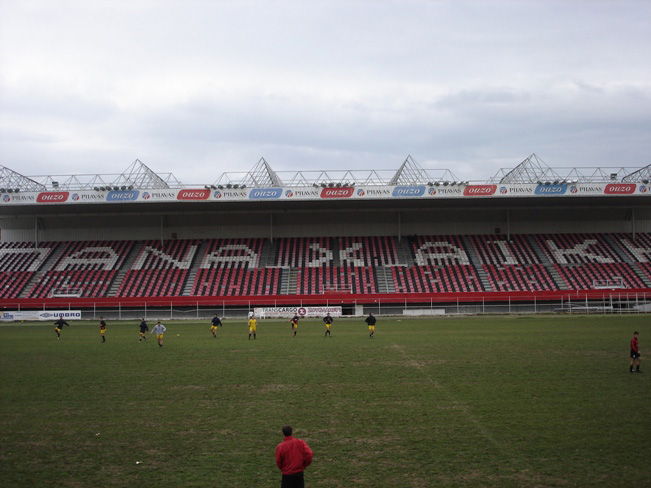
泛亚加亚足球俱乐部的球场

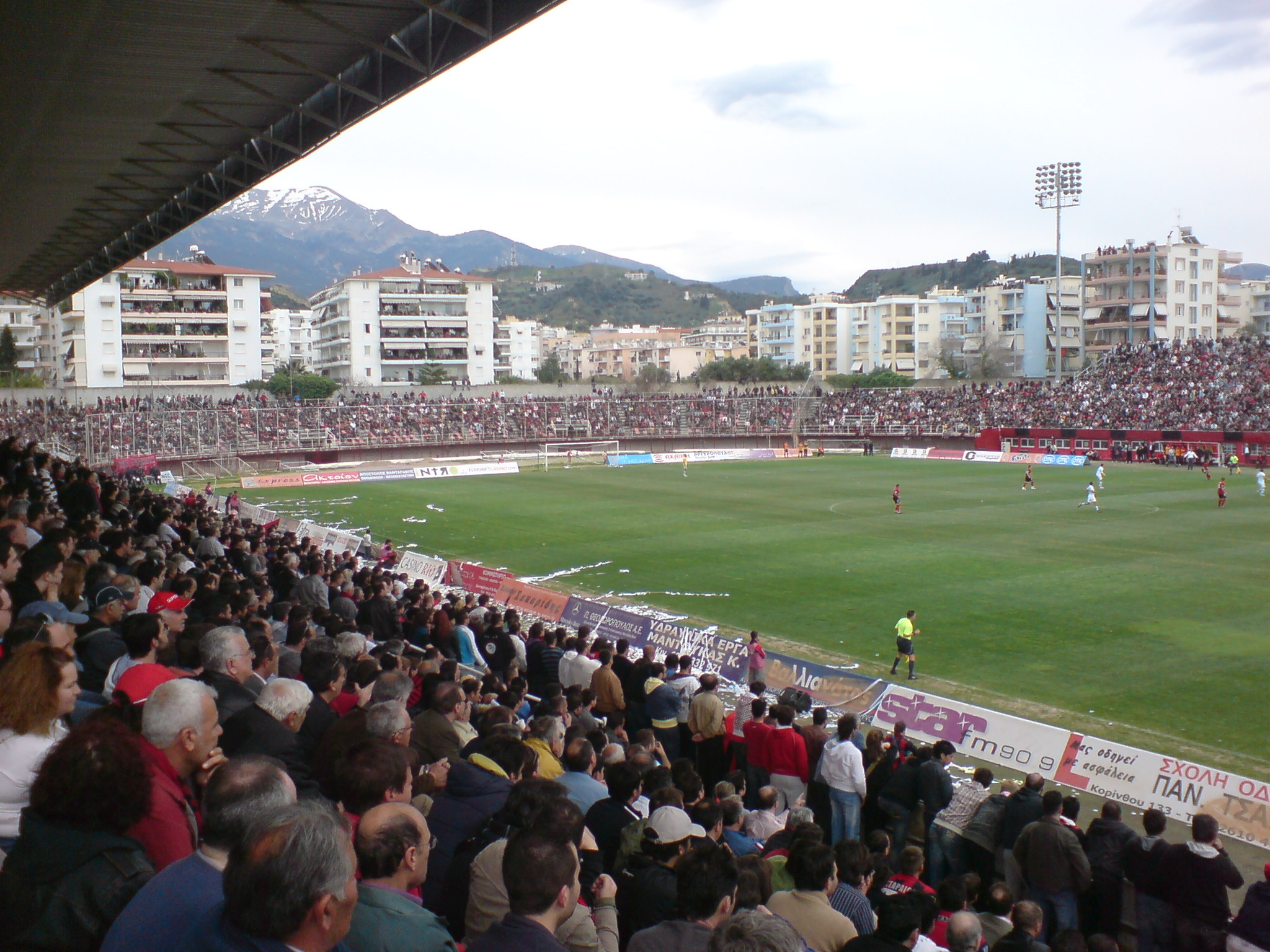
球场满座

泛亚加亚足球俱乐部拥有一个自己的球场，可容观众11,321人。